# 12397 Peterbrown
12397 Peterbrown eller 1995 FV14 är en asteroid i huvudbältet som upptäcktes den 27 mars 1995 av Spacewatch vid Kitt Peak-observatoriet. Den är uppkallad efter Peter Gordon Brown.